# 파주 검단사 아미타불회도
파주 검단사 아미타불회도(坡州 黔丹寺 阿彌陀佛會圖)는 대한민국 경기도 파주시 탄현면 검단사에 있는 불화이다. 2014년 8월 29일 경기도의 유형문화재 제295호로 지정되었다.

## 개요
파주 검단산 자락에 위치한 검단사는 신라시대에 검단조사가 창건한 사찰로 알려져 있다. 현재 검단사의 주불전은 법화전이며, 이 전각에는 조선 후기에 제작한 목조관음보살좌상(문화재자료 제41호)과 아미타회상도(1854), 그리고 신중도(조선 후기) 등이 봉안되어 있다. 검단사 〈아미타불회도〉는 1854년에 조성되었으며, 제작에는 찬종(讚宗)과 해운일환(海雲一環)을 비롯해 7인의 화승이 참여하였다.
검단사 〈아미타불회도〉는 가로 172cm 세로 118cm로 가로 화면에 맞게 주존을 중심으로 권속들이 옆으로 넓게 배치되어 있다. 옆으로 배치된 권속 사이로 주목되는 표현은 여래가 앉아 있는 불단이다. 불단 역시 화면에 맞게 가로로 긴데, 불단 상판에는 나무결을 장식해 갑자기 넓어진 공간이 어색하지 않게 처리하였다.
이 불화의 주존인 아미타불은 오른손을 가슴 위에 올리고 왼손은 배 부분에 올려놓은 설법인을 하고 연화대좌에 앉아 있다. 아미타불의 주변에는 6位의 보살과 6명의 제자, 그리고 사천왕 등이 배치되어 있다. 보살 중 존명이 확인되는 보살은 흰 두건을 쓴 보관에 화불이 표현되고 손에 정병을 든 관음보살과 마찬가지로 정병이 표현된 대세지보살뿐이다. 제자 역시 존상 표현과 배치법에 따라 존명을 알 수 있는 이는 여래 좌우에 있는 노비구 형상의 가섭존자와 젊은 승려인 아난존자뿐이다.
아미타불을 비롯하여 그 외 보살과 제자의 표현을 보면, 타원형의 얼굴에 허리가 긴 세장한 신체로 묘사하였다. 이와 같은 표현은 시기와 작가에 따라 조금씩 차이가 있지만 18세기 말~19세기 초에 활동한 경기화승들이 구사했던 화풍에 연원을 두고 있다. 색채는 짙은 홍색을 주로 사용하면서 녹색, 청색, 백색 등을 이용해 색의 변화를 주었다. 또 채도가 높은 청색이 사용되었는데, 이러한 코발트계의 색은 특히 19세기 후반 불화에서 집중적으로 나타난다.
<아미타불회도>에서 보이는 가로축 중심의 화면, 주존을 중심으로 횡으로 배치되는 구도, 18세기 후반의 경기화승의 화풍의 계승, 과도하게 크게 묘사된 불단 등은 19세기 전반 경기도에서 제작된 후불도의 형식을 잘 보여주는 작품이라 할 수 있다.

## 참고 문헌
- 파주 검단사 아미타불회도 - 국가유산청 국가유산포털